# Ferdinand Tönnies
Pour les articles homonymes, voir Tönnies.
 (novembre 2011).
Si vous disposez d'ouvrages ou d'articles de référence ou si vous connaissez des sites web de qualité traitant du thème abordé ici, merci de compléter l'article en donnant les références utiles à sa vérifiabilité et en les liant à la section « Notes et références ».
Ferdinand Tönnies, né le 26 juillet 1855 et mort 9 avril 1936, est un sociologue et philosophe allemand.
Il est l'auteur de l'ouvrage Communauté et société. Cet ouvrage connut peu de succès lors de sa première parution en 1887, il fallut attendre sa réédition en 1912 pour qu'il obtienne un certain succès. Tönnies fut également (1909-33) président de la Société allemande de sociologie, dont faisaient partie Georg Simmel et Max Weber.

## Biographie
Ferdinand Tönnies naquit le 26 juillet 1855, dans une famille de riches fermiers près de Oldenswort dans le duché de Schleswig sous autorité danoise. Il étudiera dans les universités d'Iéna, Bonn, Leipzig, Berlin et Tübingen. Il y reçoit son doctorat en 1877 avec une thèse en latin sur l'oasis de Siwa.
Pendant les mois d'hiver 1877-1878 qu'il passe chez ses parents à Husum, il lit des écrits de Thomas Hobbes, Adam Smith, David Ricardo et d'autres, y compris le premier volume de Das Kapital de Karl Marx, mais revient toujours à Hobbes. Pour en savoir plus sur le penseur anglais, il se rend en Angleterre pendant dix semaines en 1878, où il vit avec son frère Gert Cornis Johannes Tönnies (1851-1928), qui dirigeait un bureau de correspondance à Londres. Il effectue des recherches dans la salle de lecture du British Museum et s'assied même à quelques mètres de Karl Marx, qui approfondissait ses études mais ne lui adressa pas la parole. Au cours de ses recherches dans d'autres archives, il découvre d'importants manuscrits de Hobbes qui n'avaient pas été étudiés depuis des siècles. Après son retour d'Angleterre, Tönnies passe le semestre d'hiver 1878-1879 à Berlin, devient membre du "séminaire statistique" de l'université, participe à des travaux chez Adolph Wagner et assiste à des conférences de Ernst Engel et Richard Böckh (de).
En 1881, il devient maître de conférences à l'université de Kiel. Pour sa sympathie envers la grève des dockers de Hambourg, 1896/97 le gouvernement conservateur de Prusse l'assimilera à un socialiste, et ralentira sa progression au sein de l'université. Il occupera finalement la chaire de sociologie en 1913 pendant trois ans. Il reviendra en tant que professeur émérite en 1921, avant d'être évincé par les Nazis en 1933, à cause de publications critiques à leur encontre. Il meurt à Kiel trois ans plus tard, en 1936. Son œuvre compte plus de 900 publications, dans les domaines de la philosophie, la statistique et la sociologie, et traite de sujets variés comme les changements sociaux, le suicide, le crime, la technologie, l'opinion publique.

## Sociologie
Dans sa sociologie, Tönnies utilise l'approche psychologique à travers deux sortes de volonté ; volonté organique (Wesenwille) : volonté de l'être, volonté essentielle, spontanéité, authenticité ; et volonté réfléchie (Kürwille) : choix, décision, libre-arbitre. Ces notions lui permettent d'expliquer le passage de l'individu de la communauté (Gemeinschaft) vers la société (Gesellschaft).
Pour lui, la volonté organique est à l'origine de la forme de vie sociale communautaire. Elle est une spécificité du comportement des individus vivant en communauté, caractérisée par l'attachement, l'affection qu'a l'individu, envers sa famille (lien de sang), son village et ceux qui y habitent (lien d'amitié) et les pratiques coutumières et religieuses y existant. 

La forme de vie sociale sociétale est, quant à elle, le produit de la volonté réfléchie, c’est-à-dire qu'elle est issue de la pensée humaine. Au contraire de la morale communautaire ciment de la communauté, la pensée est diverse. Chaque individu a sa pensée. Chaque individu rentre donc en concurrence notamment sociale et économique avec autrui. De ce fait, on assiste à un développement de l'individualisme. Pour Tönnies, le progrès de l'urbanisme fait évoluer la communauté vers la société et il pense que l'entreprise commerciale, caractérisant la société de son époque et qui est le motif de la recherche de profit individuel, va entraîner la société à sa perte.
Tönnies mit en valeur le processus historique qui a conduit au passage de l’union en Gemeinschaft (communautés familiales), aux associations en Gemeinschaft (corporations, compagnonnages, églises), puis aux associations en Gesellschaft (sociétés individualistes), et aboutit en union en Gesellschaft (sociétés tentant de recréer une « pseudo- »Gemeinschaft, par le biais de mesures de redistribution, comme l’assurance chômage par exemple). Mais la dichotomie de la communauté et de la société chez Tönnies est plus qu’un simple processus historique : ces deux éléments sont in fine considérés comme des facteurs et non plus comme des variables. Tönnies est donc à l'origine de l'utilisation typologique des notions de communauté et société : il a en effet créé à partir de ces deux éléments des classes formelles homogènes dans le but de faciliter la classification et l’analyse de phénomènes sociologiques plus complexes.
Il résume l'histoire du passage du Moyen Âge aux temps contemporains par cette formule : « À l'époque de la communauté succède l'époque de la société ». Il voit le Moyen Âge comme l'exemple de bonnes relations humaines, centrées sur la communauté locale organique ; à l'inverse, il pense vivre dans une époque d'ordre négatif et révolutionnaire, gouverné par des relations d'intérêt rationnel, celles de la société.

## Apports épistémologiques
Tönnies et Simmel sont considérés comme les pères de la sociologie formelle (de) (études pratiques, aux niveaux de l’individu et des interactions). L’apport de Tönnies à la sociologie formelle apparaît à première vue moins évident que celui de Simmel car cette contribution, en étant essentiellement d’ordre conceptuel ou épistémologique, paraît moins frappante de par le caractère pratique de la sociologie formelle. D’après Ronald Fletcher, Tönnies reconnaissait bien trois niveaux à la sociologie du plus concret au plus abstrait : la sociographie (collection des données et méthodes d’étude sur le terrain), l’étude empirique de problèmes particuliers et l’analyse théorique (la construction et clarification de théories, et conceptualisation de ces théories sous un angle actuel). Son affinité avec le niveau le plus abstrait, ne signifiait pas qu’il jugeait ce dernier plus important, il s’agissait bien d’un choix, d’une attirance toute personnelle.
Son essai sur la coutume paru dans le recueil Custom, An essay on social codes (ou l’on retrouve Simmel et Sombart) en est une des illustrations : il y incorpore certains éléments de l'analyse psychologique et se détourne de l'abstraction, i.e. de l'analyse théorique. Tout comme Simmel, Tönnies ne voyait pas la société comme ayant une conscience propre, mais bien comme une interrelation d'êtres humains. L'individu n’est pas un organisme répondant à des impulsions organiques ou une personnalité conditionnée. L'individu est plutôt de nature consciente, délibérante, impliquée dans la création de son propre caractère.

## Influence de Tönnies
En étant à l’écoute de la destruction du lien social lié à la montée de l’individualisme, Tönnies se positionnait en rupture avec les auteurs des XVIIe et XVIIIe siècles  appliqués à mettre en valeur l’État, le droit administratif, le commerce et l’industrie. En replaçant la problématique de la  communauté au centre de la scène des sciences humaines, les travaux de Tönnies ont eu en effet un impact important sur les discussions et théories sociologiques qui ont vu le jour à partir de la fin du XIXe siècle.

### Chez Max Weber
On retrouve la typologie de Tönnies chez Weber, par exemple dans son étude sur la situation agricole en Allemagne orientale, bien que ce dernier préférait l’utilisation de termes différents à savoir communalisation (Vergemeinschaftung) et socialisation (Vergesellschaftung), termes introduisant la nuance que les concepts de société et communauté relèvent plus d'interactions entre individus plutôt que de structures sociales figées. Mais au bout du compte, le vocabulaire employé reste l’expression de l’idée de Tönnies, à l’image de la division entre culture (relation affective, spirituelle) et civilisation (relation rationnelle, scientifique, intelligente), entre autorité traditionnelle et rationnelle. De même le déclin de l’Histoire est pour lui à mettre sur le compte de la rationalisation, représentation qui rejoint également celle de Tönnies. Finalement, on peut estimer que Max Weber a participé à enrichir la typologie initiale en y ajoutant par exemple le concept d’ouverture : dans son étude comparée des structures et comportements urbains, il montre que les communautés ouvertes (i.e. dont l’adhésion n’est pas liée à la parenté – exemple : églises en opposition à la famille), en permettant l’arrivée d’étrangers, ont participé dès l’époque féodale à la montée de l’individualisme et donc du capitalisme et de la rationalité laïque.
Une autre notion marquante est également attribuée à Max Weber, même si on retrouve cette notion en filigrane dans l’œuvre de Tönnies : celle de l’existence d’un pont entre les deux catégories, mettant en valeur le fait qu’une socialisation qui dure fait établir des valeurs sentimentales qui dépassent la fin établie initialement (exemple : une collègue de travail qui deviendrait amie puis épouse).

### Chez Georg Simmel et la sociologie formelle
La sociologie formelle (de) s'est également servie des concepts de Tönnies comme base pour l'étude des interactions entre individus et des formes sociales qui en dérivent. Simmel en est l'un des contributeurs les plus représentatifs : il a fondé ses études sur des phénomènes "microscopiques" (ex : le secret, l'amitié, l'obéissance, la loyauté, la confiance), i.e. les relations impliquant un nombre restreint d'individus (dyade, triade). On retrouve l'influence de Tönnies dans nombre de ces œuvres dont l'essai sur l'affiliation du groupe où Simmel utilise la symbolique de Gemeinschaft und Gesellschaft, par le biais de remarque sur l'opposition entre société médiévale (ou l'affiliation absorbe l'individu et le met en relation avec les communautés gravitant autour de son groupe d'appartenance) et moderne (où la perte du caractère définitif de l'affiliation enrichit son sentiment d'individualité). Dans 'La métropole et la vie mentale' il insiste également sur la perte de contrepoids par rapport à l'anonymat des grandes métropoles dans la société moderne. Dans son ouvrage sur l'argent, la monnaie devient le symbole de l'évolution des mœurs traduisant le malaise d'une société privilégiant le quantitatif et le mécanique, reliant alors les individus de façon impersonnelle. Simmel tend donc à focaliser ses études sur la recherche des effets cachés à un niveau individuel du processus mis en lumière par Tönnies, en utilisant la même typologie.
Chez les auteurs allemands affiliés à la sociologie formelle on retrouve la même fibre : Vierkandt tenta, via une nouvelle branche de la sociologie nommée phénoménologie, d'intégrer l'idée de Tönnies et Simmel selon laquelle le social est le résultat des actions réciproques (en utilisant encore une fois la même typologie). Litt (de) qui appartenait à un courant similaire, soutient dans Individuum und Gemeinschaft la thèse selon laquelle la société est englobée par la communauté tant cette dernière influe sur la première.

### Chez les sociologues anglo-saxons
Cette influence se retrouve jusque chez les sociologues anglo-saxons adeptes de la sociologie pure (en), influence particulièrement remarquable dans un premier temps en Angleterre peut-être de par l’implication de Tönnies dans la fondation de l’English Sociological Society (1904). Edward Westermarck reprendra par exemple la dichotomie entre raison et sentiment, reprise nuancée de la Wesenwille et Kürwille, puisqu’il mettra l’emphase sur le côté positif du rôle de la raison dans sa relation avec les émotions. Idée que l’on retrouve chez Gidding dans son étude des trois types d’actions sociales (impulsives, traditionnelles et rationnelles). Mead et Cooley, intéressés également par le niveau de la microsociologie, reprendront les concepts de Tönnies dans leurs études sur l’Ego social. On retrouvera également le processus historique mis en valeur par Tönnies, chez les évolutionnistes, en particulier Hobhouse ou Sumner Maine, outre-Atlantique. Ward mettra en valeur, dans une optique similaire, l’émergence des associations spécialisées lors du passage de la société traditionnelle à la modernité.

### Chez les auteurs allemands
Schmalenbach (de) reprit les catégories de Tönnies en y ajoutant une troisième : la ligue (Bund) censée être opposée à la communauté par le caractère rationnel mais reposant sur une base instinctive et sentimentale. Elle devait être une place pour la ferveur et l’enthousiasme. Geiger (de) adjoignit également un troisième élément, le "groupe ": contenant de la société et de la communauté, ce dans le but de mettre en valeur leur complémentarité. Cette influence s’est également fait sentir dans le travail de sociologues allemands contemporains, à l’image de l’École de Francfort, qui renouera avec la critique du droit naturel et de la raison héritée des lumières (critique nécessaire selon eux si celle-ci a conduit au capitalisme de crise), et qui empruntera par le biais d’Adorno la dichotomie Gesellschaft | Gemeinschaft pour dénoncer une société fondée sur une prédominance de relations associatives orientées exclusivement vers l’échange marchand ou intéressé (Vergesellschaftete Gesellschaft).

### Chez Émile Durkheim
L’influence de Tönnies dépasse le cadre des débats épistémologiques de la sociologie. Son travail en étant critique et partial (si l’on fait abstraction de la certaine nostalgie inhérente à son œuvre), Tönnies a influencé des sociologues de tous bords qui pouvaient avoir notamment des sensibilités et des points de vue différents. On retrouve ainsi la preuve de cette universalité ainsi que de cette puissance de construction dans l’œuvre de Durkheim, puisque l’on peut considérer Tönnies comme en partie responsable de l’évolution de ses conclusions.
Ainsi, au début de son œuvre, Durkheim conçoit la société comme une communauté élargie, puisqu’elle a ses racines dans la communauté. Son article intitulé Communauté et société selon Tönnies exprime ce point de vue : l’auteur s’il admet la séparation fondée entre les deux éléments (cf. volonté organique et mécanique) considère qu'« En dehors des mouvements purement individuels, il y a dans nos sociétés contemporaines une activité proprement collective qui est tout aussi naturelle que celle des sociétés moins étendues d'autrefois ». L’auteur n’admet pas le caractère purement mécanique de la Gesellschaft de par son origine communautaire. Durkheim amorcera une nuance de ces propos dans De la division du travail, où même s’il considère toujours que la division du travail amène un monde plus juste car fondé sur la raison (exemple : moins de punition, plus de réparation), il défend dès lors l’idée que la communauté est le ciment qui fait que la division du travail est possible. Finalement dans Le suicide la communauté devient un peu plus la garante de la société, il est clair pour lui qu’elle en assure dès lors la stabilité.

## Origines des thèses de Tönnies
L’idée de la division entre société et communauté n’est pas le seul fait de Tönnies. Le regain d’intérêt lié à ce sujet correspond à une étape de l’histoire de la sociologie dans laquelle Tönnies a certes joué un rôle prépondérant mais n’a pas été le seul acteur.

### Influence de Hobbes
L’influence de Hobbes fut éminente dans la mesure où Hobbes dans son ouvrage le Léviathan fut l'un des premiers à décrire l'existence d'un contrat social entre le souverain et ses sujets, entre l'État et ses citoyens. Selon Hobbes "l'état naturel" de la société est celui de "la guerre de tous contre tous" (Bellum omnium contra omnes). En acceptant le contrat social l'individu aliène l'ensemble ou partie de ses libertés individuelles en échange de la sécurité, condition nécessaire pour le développement de la propriété privée. Ce concept de passage de l'état de nature à la société, au travers du contrat social, sera également débattu par Locke et Rousseau.

### Influence de Karl Marx
Il convient également de ne pas négliger l’influence des thèses de Marx et Engels. Ainsi comme l’indique Tönnies dans ses propres termes dans la préface de Communauté et Société : Marx était un penseur qui a essayé de donner forme à la même idée que j’ai moi-même voulu exprimer avec ma propre conceptualisation. On retrouve cette influence marxiste dans l’explication de la Gesellschaft lorsque Tönnies reconnaît qu’elle peut être décrite en trois actes tous gérés par la classe capitaliste (achat, emploi et vente du travail sous forme de richesses).

### Influence de Hegel
L’influence de Hegel existe, particulièrement par le biais de son ouvrage sur la philosophie du droit où la communauté est un thème récurrent. Sa vision de la société repose sur un modèle d’association concentrique (famille, corporation, ville, église…). L’État ne doit pour lui donc pas être conçu comme la somme des intérêts individuels, mais plus l’agrégat de ces communautés.

### Influence de Maine, Gierke et Maitland
De même à la fin du XIXe siècle, à la suite des effets de la révolution industrielle, Henry Sumner Maine, Otto von Gierke, Frederic William Maitland soutenaient l’idée que la souveraineté de l’état, du droit normatif et de l’individualisme n’étaient qu’une conséquence de l’atomisation de la communauté médiévale. Ainsi dans Das Deutsche Genossenschafts-recht (1868), von Gierke analyse la structure de la société médiévale (mettant en lumière la rigidité de statut et l’unité organique), et celle de l’État-Nation (où la centralisation provoque l’éclatement des structures intermédiaires, entre État et individu). Maine en se penchant sur l’ancien droit est également au cœur du sujet, relevant la différence entre les sociétés dites sous-développées où le statut est imposé par le sang et la tradition, et les sociétés dites modernes où le statut est acquis par le biais de contrats. L’utilisation typologique était donc déjà amorcée par les conservateurs et les radicaux dans le cadre de l’opposition entre modernisation et tradition.

### Autres influences
- Louis de Bonald, dans De la famille agricole et de la famille industrielle (1818), se sert des différences entre mentalités et sentiments pour distinguer société rurale (plus empreinte de la tradition) et urbaine (plus individualiste).
- Le Play, dans son étude Les Ouvriers Européens (1855), accordera une place remarquable à l’étude de la famille, plus petit dénominateur de la communauté, relevant trois types de familles : patriarcale (inspirée du modèle féodal), instable (où l’individualisme crée l’insécurité) et souche (mélange surtout présent en Orient, qui tire avantage des caractéristiques des deux types précédents).
- Fustel de Coulanges présentera avant Weber le concept d’ouverture en étudiant l’histoire de Rome et Athènes, deux cités passées de communautés stables et fermées à des métropoles individualistes et ouvertes.

## Œuvres
- Ferdinand Tönnies Gesamtausgabe (TG), ed. Lars Clausen (1992-2010), Alexander Deichsel (de), Cornelius Bickel, Rolf Fechner (1992-2006) Carsten Schlüter-Knauer, Uwe Carstens (2006- ), 24 tom., Walter de Gruyter, Berlin/New York 1998 -
  - De Jove Ammone questionum specimen, Phil. Diss., Tübingen 1877
  - Gemeinschaft et Gesellschaft. Abhandlung des Communismus und des Socialismus als empirischer Culturformen, ([1887]; [²1912 Gemeinschaft und Gesellschaft. Grundbegriffe der reinen Soziologie], Ferdinand Tönnies: Gemeinschaft und Gesellschaft. 1880-1935., hrsg. v. Bettina Clausen und Dieter Haselbach, De Gruyter, Berlin/Boston 2019 = Ferdinand Tönnies Gesamtausgabe, Band 2) ; trad. fr. Niall Bond & Sylvie Mesure, Communauté et société, Paris, PUF, coll. "Le Lien social", 336 p., 2010  (ISBN 978-2130556435)
  - Hobbes Leben und Lehre, Stuttgart 1896
  - Der Nietzsche-Kultus, [1897], Tönnies-Forum, Kiel ²2005 ; trad. fr. Pascale Hummel, Les Fous de Nietzsche, Michel de Maule, 208 p., 2007  (ISBN 978-2876232075)
  - Schiller als Zeitbürger und Politiker, Buchverlag der Hilfe, Berlin-Schöneberg 1905
  - Strafrechtsreform, Pan, Berlin 1905
  - Philosophische Terminologie in psychologisch-soziologischer Ansicht, Thomas, Leipzig 1906
  - Die Sitte, Rütten & Loening, Frankfurt-sur-le-Main 1909
  - Die soziale Frage, [1907], Die soziale Frage bis zum Weltkriege, ed. Cornelius Bickel, Walter de Gruyter, Berlin/New York 1989
  - Thomas Hobbes, der Mann und der Denker, Leipzig 1912, (deuxième édition revue de l'œuvre Stuttgart 1896)
  - Der englische Staat und der deutsche Staat, Karl Curtius, Berlin 1917
  - Weltkrieg und Völkerrecht, S. Fischer Verlag, Berlin 1917
  - Theodor Storm, Karl Curtius, Berlin 1917
  - Kritik der öffentlichen Meinung, [1922], Berlin/New York (Ferdinand Tönnies Gesamtausgabe, tom. 14) 2002 ; Critique de l'Opinion Publique, trad. fr. Pierre Osmo, Paris, Gallimard, coll. "Bibliothèque de Philosophie, 784 p., 2013  (ISBN 978-2070130207)
  - Soziologische Studien und Kritiken, I-III, Jena 1924, 1926, 1929
  - Einführung in die Soziologie, [1931]
  - Geist der Neuzeit, Berlin/New York (Ferdinand Tönnies Gesamtausgabe, tom. 22) 1998
  - Die Tatsache des Wollens, ed. Jürgen Zander, Duncker & Humblot, Berlin 1982
  - Ferdinand Tönnies - Harald Høffding. Briefwechsel, ed. Cornelius Bickel/Rolf Fechner, Duncker & Humblot, Berlin 1989
- Soziologische Schriften 1891–1905, ed. Rolf Fechner, Profil-Verlag, München/Wien 2008.
- Schriften und Rezensionen zur Anthropologie, ed. Rolf Fechner, Profil-Verlag, München/Wien 2009.
- Schriften zu Friedrich von Schiller, ed. Rolf Fechner, Profil-Verlag, München/Wien 2009.
- Schriften zu Friedrich von Schiller, ed. Rolf Fechner, Profil-Verlag, München/Wien 2009.
- Schriften und Rezensionen zur Religion, ed. Rolf Fechner, Profil-Verlag, München/Wien 2010.
- Geist der Neuzeit, ed. Rolf Fechner, Profil-Verlag, München/Wien 2010.
- Schriften zum Hamburger Hafenarbeiterstreik, ed. Rolf Fechner, Profil-Verlag, Munich/Vienna 2011.
- Karl Marx, sa vie et son œuvre, trad. fr. & présentation Sylvie Mesure, Paris, Presses universitaires de France, coll. "Le Lien social", 172 p., 2012  (ISBN 978-2130591672)